# Collegio elettorale di Abano Terme
Il collegio di Abano Terme fu un collegio elettorale uninominale della Repubblica Italiana per l'elezione del Senato della Repubblica. Apparteneva alla Circoscrizione Veneto e fu utilizzato per eleggere un senatore nella XII, XIII e XIV legislatura.
Venne istituito nel 1993 con la cosiddetta Legge Mattarella (Legge n. 276, Norme per l'elezione del Senato della Repubblica), attuata in seguito al referendum abrogativo del 1993. La legge istituì per la Camera dei deputati e per il Senato della Repubblica un sistema di elezione misto, in parte maggioritario e in parte proporzionale. Il 75% dei parlamentari dell'assemblea veniva eletto in collegi uninominali tramite sistema maggioritario a turno unico; il restante 25% al Senato veniva eletto tramite recupero proporzionale dei più votati non eletti attraverso un meccanismo di calcolo denominato "scorporo", cioè sottraendo dal conteggio dei voti totali di una lista nella parte proporzionale i voti ottenuti dai candidati collegati alla medesima lista che erano eletti nei collegi uninominali con il sistema maggioritario.
Il collegio venne abolito insieme a tutti gli altri che costituivano il Senato con la promulgazione della legge elettorale successiva, la cosiddetta Legge Calderoli. Questa prevedeva un sistema proporzionale con premio di maggioranza, che al Senato veniva attribuito a livello regionale.

## Territorio
Il collegio di Abano Terme era uno dei 17 collegi uninominali in cui era suddiviso il Veneto e, come previsto dal D.Lgs. del 20 dicembre 1993 n. 535, era interamente compreso nella provincia di Padova e comprendeva i seguenti comuni: Abano Terme, Agna, Anguillara Veneta, Arquà Petrarca, Arre, Arzergrande, Bagnoli di Sopra, Baone, Barbona, Battaglia Terme, Boara Pisani, Bovolenta, Brugine, Candiana, Carceri, Carrara San Giorgio, Carrara Santo Stefano, Cartura, Casale di Scodosia, Casalserugo, Castelbaldo, Cinto Euganeo, Codevigo, Conselve, Correzzola, Este, Galzignano Terme, Granze, Lozzo Atestino, Maserà di Padova, Masi, Megliadino San Fidenzio, Megliadino San Vitale, Merlara, Monselice, Montagnana, Montegrotto Terme, Ospedaletto Euganeo, Pernumia, Piacenza d'Adige, Piove di Sacco, Polverara, Ponso, Pontelongo, Pozzonovo, Saletto, San Pietro Viminario, Santa Margherita d'Adige, Sant'Angelo di Piove di Sacco, Sant'Elena, Sant'Urbano, Saonara, Solesino, Stanghella, Terrassa Padovana, Torreglia, Tribano, Urbana, Vescovana, Vighizzolo d'Este, Villa Estense e Vo'. 

## Eletti
| Elezione | Elezione | Senatore          | Partito                 |
| -------- | -------- | ----------------- | ----------------------- |
|          | 1994     | Giovanni Zaccagna | Polo delle Libertà (FI) |
|          | 1996     | Tino Bedin        | L'Ulivo (PPI)           |
|          | 2001     | Giuseppe Gaburro  | Casa delle Libertà      |

## Dati elettorali

### XII legislatura
|                               | Giovanni Zaccagna ✔️ Eletto | Polo delle Libertà                  | 61 861  | 35,74 |  |  |  |  |  |
|                               | Antonio Giorio              | Progressisti                        | 40 209  | 23,23 |  |  |  |  |  |
|                               | Daria Minucci               | Patto per l'Italia                  | 36 194  | 20,91 |  |  |  |  |  |
|                               | Vittorio Papadia            | Alleanza Nazionale                  | 15 479  | 8,94  |  |  |  |  |  |
|                               | Francesco Borin             | Lega Autonomia Veneta               | 8 933   | 5,16  |  |  |  |  |  |
|                               | Maurizio Tosetto            | Movimento Veneto Regione Autonoma   | 4 520   | 2,61  |  |  |  |  |  |
|                               | Franca Donato               | Iniziativa dei Popolari Democratici | 4 488   | 2,59  |  |  |  |  |  |
|                               | Teodora Campostrini         | Partito della Legge Naturale        | 1 390   | 0,80  |  |  |  |  |  |
| Totale                        | Totale                      | Totale                              | 173 074 | 100   |  |  |  |  |  |
|                               |                             |                                     |         |       |  |  |  |  |  |
| Voti non validi               | Voti non validi             | Voti non validi                     | 16 062  | 8,49  |  |  |  |  |  |
| Votanti                       | Votanti                     | Votanti                             | 189 136 | 80,29 |  |  |  |  |  |
| Elettori                      | Elettori                    | Elettori                            | 235 564 |       |  |  |  |  |  |
|                               |                             |                                     |         |       |  |  |  |  |  |
| Data: 27-28 marzo 1994        |                             |                                     |         |       |  |  |  |  |  |
| Fonte: Ministero dell'interno |                             |                                     |         |       |  |  |  |  |  |

### XIII legislatura
|                               | Tino Bedin ✔️ Eletto     | L'Ulivo                            | 65 089  | 36,82 |  |  |  |  |  |
|                               | Giovanni Zaccagna        | Polo per le Libertà                | 55 061  | 31,15 |  |  |  |  |  |
|                               | Renzo Peruzzi            | Lega Nord                          | 46 693  | 26,42 |  |  |  |  |  |
|                               | Lucrezia Randazzo Longhi | Unione Nord Est                    | 4 803   | 2,72  |  |  |  |  |  |
|                               | Antonio Palma            | Movimento Sociale Fiamma Tricolore | 3 002   | 1,70  |  |  |  |  |  |
|                               | Antonio Miotto           | Mani Pulite                        | 2 116   | 1,20  |  |  |  |  |  |
| Totale                        | Totale                   | Totale                             | 176 764 | 100   |  |  |  |  |  |
|                               |                          |                                    |         |       |  |  |  |  |  |
| Voti non validi               | Voti non validi          | Voti non validi                    | 13 010  | 6,86  |  |  |  |  |  |
| Votanti                       | Votanti                  | Votanti                            | 189 774 | 89,58 |  |  |  |  |  |
| Elettori                      | Elettori                 | Elettori                           | 211 856 |       |  |  |  |  |  |
|                               |                          |                                    |         |       |  |  |  |  |  |
| Data: 21 aprile 1996          |                          |                                    |         |       |  |  |  |  |  |
| Fonte: Ministero dell'interno |                          |                                    |         |       |  |  |  |  |  |

### XIV legislatura
|                               | Giuseppe Gaburro ✔️ Eletto | Casa delle Libertà                   | 77 989  | 42,85 |  |  |  |  |  |
|                               | Tino Bedin ✔️ Eletto       | L'Ulivo                              | 65 982  | 36,25 |  |  |  |  |  |
|                               | Aldo Bottin                | Democrazia Europea                   | 7 323   | 4,02  |  |  |  |  |  |
|                               | Daniela Rivaroli           | Partito della Rifondazione Comunista | 7 242   | 3,98  |  |  |  |  |  |
|                               | Carlo Mursia               | Lista Di Pietro                      | 6 569   | 3,61  |  |  |  |  |  |
|                               | Giuseppe Drago             | Liga Fronte Veneto                   | 6 223   | 3,42  |  |  |  |  |  |
|                               | Mario Bellato              | Fiamma Tricolore                     | 3 870   | 2,13  |  |  |  |  |  |
|                               | Massimo Albertin           | Lista Pannella-Bonino                | 3 771   | 2,07  |  |  |  |  |  |
|                               | Renato Mercanzin           | Va' Pensiero Padania                 | 3 033   | 1,67  |  |  |  |  |  |
| Totale                        | Totale                     | Totale                               | 182 002 | 100   |  |  |  |  |  |
|                               |                            |                                      |         |       |  |  |  |  |  |
| Voti non validi               | Voti non validi            | Voti non validi                      | 12 382  | 6,37  |  |  |  |  |  |
| Votanti                       | Votanti                    | Votanti                              | 194 384 | 87,07 |  |  |  |  |  |
| Elettori                      | Elettori                   | Elettori                             | 223 242 |       |  |  |  |  |  |
|                               |                            |                                      |         |       |  |  |  |  |  |
| Data: 13 maggio 2001          |                            |                                      |         |       |  |  |  |  |  |
| Fonte: Ministero dell'interno |                            |                                      |         |       |  |  |  |  |  |